# Diana García (futbolista)
Diana Laura García Castillo (San Luis Potosí, San Luis Potosí, México; 11 de noviembre de 1999) es una futbolista mexicana. Juega de centrocampista y su equipo actual es el C. F. Monterrey de la Primera División Femenil de México. Es internacional absoluta por la selección de México desde 2020.

## Trayectoria
García comenzó su carrera profesional en el C. F. Pachuca, en la temporada inaugural de la Primera División Femenil de México en 2017.
En 2020 fichó por el C. F. Monterrey. Formó parte del equipo que ganó el Torneo Apertura 2021.

## Selección nacional
Debutó por la selección de México el 6 de marzo de 2020 contra Croacia por un encuentro amistoso.

## Clubes
| Club            | País   | Año       |
| --------------- | ------ | --------- |
| C. F. Pachuca   | México | 2017-2018 |
| Club León       | México | 2018-2020 |
| C. F. Monterrey | México | 2020-2025 |

## Palmarés

### Títulos nacionales
| Título                             | Club            | País     | Año                  |
| ---------------------------------- | --------------- | -------- | -------------------- |
| Primera División Femenil de México | C. F. Monterrey | México   | Torneo Apertura 2021 |
| Primera División Femenil de México | C.F. Monterrey  | 🇲🇽México | Torneo Apertura 2024 |